# Global Evisceration
Global Evisceration är en live-DVD av death metal-bandet Cannibal Corpse utgiven 2011 av skivbolaget Metal Blade Records. Den spelades in i maj månad 2010. Kommentarer från bandmedlemmarna mellan varje låt.

## Låtar
1. "Evisceration Plague" – 4:31
2. "Scattered Remains, Splattered Brains" – 3:11
3. "Make Them Suffer" – 3:05
4. "Death Walking Terror" – 3:33
5. "Devoured by Vermin" – 3:14
6. "Priests of Sodom" – 3:33
7. "Scalding Hail" – 1:46
8. "I Will Kill You" – 2:48
9. "Staring Through the Eyes of the Dead" – 3:27
10. "Hammer Smashed Face" – 4:21
11. "Stripped, Raped, and Strangled" – 4:17
12. "The Cryptic Stench" – 3:49
13. "Disfigured" – 3:26
14. "Pit of Zombies" – 4:10
15. "Pounded into Dust" – 3:03
16. "A Skull Full of Maggots" – 2:27
17. "The Wretched Spawn" – 4:00

## Medverkande
Musiker (Cannibal Corpse-medlemmar)
- Alex Webster – basgitarr
- Paul Mazurkiewicz – trummor
- Rob Barrett – gitarr
- George "Corpsegrinder" Fisher – sång
- Pat O'Brien – gitarr

Produktion
- Denise Korycki – regissör, producent
- Pete Robertson – ljudmix
- Tod Levine – mastering
- Vincent Locke – omslagskonst